# P.I.MONSTER
P.I.MONSTER（ピー・アイ・モンスター）は日本のロックバンド。1996年に結成、2001年にエスエムイーレコーズ、アミューズよりメジャー・デビュー。2005年解散、2013年再結成。ボーカルのハセガワは音楽評論家市川哲史に「命がけのせつなさ」「崖っぷちのせつなさ」と評価を得た。

## 経歴
1996年
- 3月 大阪市立大学の音楽サークルにてハセガワ・オク・ピエールが母体となるバンド「ワレメに注意」を結成（略してワレチュウ。曲は下ネタが殆どのコミックバンドであった）

1997年
- 10月 大阪城公園ストリートライブを開始、この頃のバンド名は「WARECHEW」

1998年
- 1月 尼崎ライブスクエアービブレにて4日・5日と2日間にわたりイベントライブ出演
- 5月 大阪市立大学の同じ音楽サークルの先輩であるデスオが加入
- 9月23日 心斎橋MUSE HALLにてイベントライブ出演

1999年
- 1月22日 第二回CyberMusicAwardにてグランプリ受賞（受賞曲『ラヴレター』）
- 7月20日 心斎橋MUSE HALLにて初ワンマンライブ（完売）同時にシングルCD『ラヴレター』配布
- 8月
  - 京阪神・東名地区にて初のライブツアー、渋谷ストリートライブも開始
  - 21日 エキスポランド「インディーズカーニバル」出演
- 9月26日 バンド名を「WARECHEW」から「P.I.MONSTER」に変更「P.I.MONSTER」の「P.I」とは「プラグイン」の略。「彼らの楽曲に触れる（プラグ インする）ことで、楽曲をモンスターだと感じてもらいたい」ことから命名した。
- 10月
  - 29日 心斎橋CLUB QUATTROにて2ndワンマンライブ。同時にミニアルバム「タイムリミットオーバー」をリリース
  - 30日 兵庫県夙川学院短期大学学園祭出演
- 11月2日 大阪市立大学学園祭出演
- 12月31日 大阪HEAT BEATにてサンテレビ「KobeCalling」主催カウントダウンライブ出演

2000年
- 1月8日 大阪心斎橋BIG CATにてイベントライブ出演
- 3月
  - 千日前CLUBWATERにて20日・23日にワンマンライブ
  - 25日 ニッポン放送主催「一曲千金オーディション」グランプリ受賞
- 8月4日 大阪心斎橋BIG CATにてイベントライブ出演
- 11月6日 大阪梅田光明アムホールにてライブ出演
- 12月
  - 11日 Zepp Tokyo「つんく♂のビートルズコピークリスマスライブ」ハセガワ出演
  - 14日 Zepp Osaka「つんくのビートルズコピークリスマスライブ」ハセガワ出演
  - 19日 名古屋Club Daiamond hall「つんく♂のビートルズコピークリスマスライブ」ハセガワが出演

2001年
- 1月
  - 5日 大阪梅田光明アムホールにて3rdワンマンライブ「ロックスピリッツピリッピリッ」を行う
  - 13日 原宿RUIDOにて東京初ワンマンライブ「ロックスピリッツピリッピリッ～原宿物語～」を行う
  - 24日 ミニアルバム「MONSTER ROCK」リリース
- 3月 ミニアルバム「MONSTER ROCK」収録「Play girl!」が読売テレビ「テレビヤンネット」のオープニングテーマになる
- 8月27日 渋谷la. ma.maにてライブイベント「Golden Circle vol.00」出演
- 10月
  - 1日 ソニー・ミュージックの音楽配信サイトbitmusicでCD発売に先がけ業界初のネット先行デビューを果たす。同日午前0時から「Shout!」ダウンロード販売がスタート。
  - 2日 ソニー・ミュージックのブロードバンドサイトMORRICHではネット先行デビュー記念コンテンツ「P.I.MONSTER Plug-inShout!」を開設。「Shout!」のMV、メンバー＆スタッフのコメント映像等が配信。
  - 3日 CDショップ店頭・コンビニに置かれているキオスク端末でのダウンロード販売開始（ダウンロードするとアーティスト写真のプレゼント特典付）
  - 21日 大阪BIGCATにてMINAMI WHELL出演
  - 29日 渋谷NESTにてワンマンライブを行う
  - 31日 音楽プロデューサーに寺岡呼人を迎え、「Shout!」でエスエムイーレコーズからメジャー・デビュー
- 11月25日 CLUB ASIAにてライブイベント「Golden Circle vol.01」出演
- 12月
  - 1日日本武道館にてAct Against AIDS出演
  - 1日 Sony Music Online Japanによるネットイベント「Winternet'01-'02」参加
  - 3日 難波ロケッツにて東名阪ワンマンツアー「GABURIYORI☆NIGHT vol.00」スタート
  - 6日 渋谷NESTにて「GABURIYORI☆NIGHT vol.01」開催
  - 29日 名古屋E.L.L＆ell.FITS ALLにて「S.E.P」出演
  - 31日 横浜アリーナにて「AMUSE SPECIAL NIGHT」出演

2002年
- 1月 COUNT DOWN TVゲストライブに出演、セカンドシングル「ルーズリーフ」が同番組のオープニング曲に使用される
- 2月
  - 4日 ソニー・ミュージック乃木坂ビル2Fライブテリアにてアコースティックライブ&トークイベントを行う様子がSony Music Online Japanにてネット生中継される
  - 14日 名古屋ell FITS ALLにて“GABURIYORI☆NIGHT”vol.02開催
  - 15日 難波ロケッツにて“GABURIYORI☆NIGHT”vol.03開催
  - 19日 渋谷ON AIR WESTにて“GABURIYORI☆NIGHT”vol.04開催がメンバー急病のため急遽中止
  - 26日 渋谷ON AIR WESTにて“ぴあデビューレビュー vol.97”出演
- 3月
  - 7日 ON AIR OSAKAにて「マンダムpresents Live Junction vol.9」出演
  - 29日 「B-PASS＆FAB presents LIVE COASTER Act.5」FAIRY FORE vs P.I.MONSTER出演
- 4月
  - 7日 高田馬場CLUB PHASEにて“POP STAR”出演
  - 27日 名古屋HeartLand STUDIOにて東海テレビ「On・On・On」のスーパーライブ“Coming Generation”出演
- 5月4日 新潟市万代シテイパーク広場にて“2002 STAGEボーカル&バンドコンテストIN万代シテイ”ゲスト出演
- 6月
  - 19日 渋谷ON AIR WESTにて“GO WEST.05”出演
  - 28日 仙台市勾当台公園にて伊達ロックフェスティバル2002 in July出演
- 7月
  - 12日 心斎橋MUSE HALLにてCENTER OF MUSIC出演
  - 14日 渋谷ON AIR WESTにて「R&RNews Maker Present BRAVO Night!2002TOKYO Vol.1」出演
- 8月
  - 2日 心斎橋MUSE HALLにて「R&RNews Maker Present BRAVO Night!2002OSAKA Vol.1」出演
  - 3日 名古屋HeartLand STUDIOにてR&RNews Maker Present BRAVO Night!2002NAGOYA Vol.1」出演
  - 7日 仙台市勾当台公園にてエフエム仙台開局20周年記念STARLIGHT EXPLOSION2002 SOUNDPARK出演
  - 18日 名古屋城深井丸特設ステージにて名古屋城夏まつり東海ラジオミッドナイトスペシャルpresentsライブコラボレーション出演
  - 29日 渋谷eggsiteにてCLUB DI;GA SUMMER SERIES 2002 夏祭り Vol.00出演
- 9月15日 渋谷ON AIR WESTにて「R&RNews Maker Present BRAVO Night!2002TOKYO Vol.2」出演
- 10月
  - 3日 渋谷eggsiteにてin the city japan 2002出演
  - 14日 エフエム滋賀 LAKESIDE FM77.0にゲスト出演
  - 18日 AtlantiQsにてパナソニックアルカリ乾電池presents MINAMI WHEEL2002出演
  - 27日 NHK-BS2「BEAT MOTION」に出演
  - 30日 渋谷eggsiteにてP.I.MONSTER Presents「Cats N’Dogs」Vol.00を行う
- 11月
  - 3日・4日 東海大学学園祭出演
  - 4日 ABCミュージックパラダイスゲスト出演
  - 20日 BIGCATにてFM802 LIVE EVENT ヨドバシ梅田PRESENTS LIVE GET YOU AUTUMN出演
- 12月
  - 8日 名古屋ell.FITSALLにてBRAVO Night! 2002NAGOYA Vol.2出演
  - 9日 心斎橋MUSE HALLにてBRAVO Night 2002OSAKA Vol.2出演
  - 15日 渋谷ON AIR WESTにてBRAVO Night! 2002TOKYO FINAL出演
  - 29日 NACK5大宮アルシェ前にてゲスト審査員＆ゲストライブ
  - 31日 SHIBUYA BOXXにて音楽攻防NIGHT出演

2003年
- 1月
  - 19日 高田馬場CLUB PHASEにて“POP STAR”出演
  - 25日 仙台MACANAにて仙台初ワンマンライブ新春ガブリヨリgive me（ギミ）nightを行う
  - 26日 渋谷Right on前にてストリートライブ
- 2月23日 米子BELLIEにてライスチルドレンROCK SHOW参加
- 3月26日 渋谷eggsiteにてイベント“NEXT BATTER'S CIRCLE”出演
- 4月
  - 8日 心斎橋MUSE HALLにてイベント“LIGHT MY FIRE!”出演
  - 19日 名古屋HeartLand STUDIOにてROCK te.Re.P.出演
  - 27日 渋谷Right on前にてストリートライブ
- 5月
  - 4日 大宮HeartにてMUSIC DAY 2003～大宮Rocks!!～出演
  - 24日 名古屋E.L.L東海ラジオミッドナイトスペシャルpresents live.com出演
  - 26日 渋谷Right on前にてストリートライブ
- 7月27日 仙台市勾当台公園にて伊達ロックフェスティバル2003 final出演
- 8月
  - 29日 CLUB 24 YOKOHAMAにてBAYCITY ROCK SUMMIT 2003 Vol.15出演
  - 30日 高田馬場CLUBPHASEにて“POP STAR”出演
- 10月
  - 5日 亀戸サンストリートにてアミューズライブ出演
  - 9日 渋谷ON AIR NESTにて｢Pop Festa｣出演
  - 11日 NHKホールにてポップジャムの「ブレイクレーダー」出演、5thシングル「ケセラセラ」を歌い84.7%という高成績を出し、その時点で2週勝ち抜いていたスキマスイッチの得点を上回り見事1位獲得（その後2週にわたり1位の座を守るが3週目に華原朋美とコロッケのユニット※朋ちゃん&コロッケに1位の座を奪われる）
  - 13日 FM徳島主催｢リスナーズフェスタ イン マリンピア｣出演
  - 19日 亀戸サンストリートにてアミューズライブ出演
  - 25日 亀戸サンストリートにてサンストカーニバル出演
  - 31日 HooK SENDAIにて秋のツアー“☆真空飛びヒサシブリ☆”をスタート
- 11月
  - 名古屋ell FITS ALL（11/2）、OSAKA MUSE（11/3）、Shibuya O-West（11/7）にて秋のツアー“☆真空飛びヒサシブリ☆”を行う
  - 14日 エフエム滋賀 LAKESIDE FM77.0にゲスト出演
  - 30日 渋谷RUIDO K2Wonderhead presents｢Dragon Rocket Limited vol.3｣出演
- 12月
  - 25日 渋谷ON AIR NESTにてISSUE presents scratch pop vol.2出演
  - 31日 大岡山PEAK-1にて「1ST COUNT DOWN PEAK-1 2003-2004」出演

2004年
- 2月
  - 1日 大塚RED-ZoneにてBOILSPresents～沸点到来vol.22（前編）～「噂のポップンロールParty!!君は何味!?」出演
  - 20日 Shibuya O-CrestにてPop Festa出演、同時にライブ会場限定発売の｢Tremolo｣をリリース
- 3月
  - Vocalハセガワが米子の総合情報サイトYonagoGuideにてコラム「P.I.MONSTERハセガワのあげだわい!そげだわい!」スタート
  - 5日 デリバリーロックンロールin米子（Vocalハセガワの故郷を皮切りにメンバーの故郷と縁の地を回る）
  - 7日 「キャラメル☆パンチ presents P.I.MONSTER凱旋ライヴ」出演
  - 8日 デリバリーロックンロールin岡山
  - 9日 デリバリーロックンロールin大阪
  - 12日 大岡山PEAK－1にてN.G.O出演
  - 18日 デリバリーロックンロールin岐阜
  - 18日 デリバリーロックンロールin名古屋金山駅編
  - 19日 名古屋City FM SHANANA!FMにゲスト出演
  - 19日 デリバリーロックンロールin名古屋名駅編
  - 27日 FM岡崎 Sound Music Fileゲスト出演
  - 30日 デリバリーロックンロールin仙台 FINAL
- 4月
  - 18日 江坂ブーミンホールにて｢FREE｣出演
  - 29日 GW!西の国から’04巣立ち～特別編～心斎橋
- 5月
  - 2日 GW!西の国から’04巣立ち～特別編～大阪城公園
  - 3日 GW!西の国から’04巣立ち～特別編～三宮駅阪急北広場
  - 4日 GW!西の国から’04巣立ち～特別編～心斎橋
- 6月
  - 13日 AM岐阜ラジオ主催｢あなたのハートに初夏の風を｣公開収録出演
  - 19日 OSAKA MUSEにてZZ TOUR 2004 R-2 "Lyric without gimmick"出演
- 8月
  - 6日 ココリコ遠藤の有限会社青天井第77回にゲスト出演
  - 8日 第2回｢U-35若者の夢実現コンテスト｣オープニング&ラストアクト
  - 30日 毎日放送ちちんぷいぷいでP.I.MONSTERのコメントがO.A
- 9月
  - 4日 ビバシティ彦根にてアコースティックライブ
  - 17日 ココリコ遠藤の有限会社青天井第80回にゲスト出演 番組テーマソングを作成
  - 18日 ビバシティy彦根にてFM彦根presentsアコースティックライブ出演
  - 23日 伯耆ピースミュージックフェスティバルに参加
  - 27日 MBSラジオMUSIC EDGE出演
- 10月
  - 16日
    - FM彦根「エフエム・ビバーチェ2周年特番」公開生放送にてアコースティックライブ
    - FM彦根｢トワイライトモビーラウンジ｣にてアコースティックライブ

  - 17日 NHK-FM（近畿圏内）「かんさい“e”スクエア」にて公開収録アコースティックライブ
- 11月
  - 20日 Vocalハセガワの母校、鳥取県西伯郡伯耆町立岸本中学校体育館にて、岸本きないや祭のイベント「P.I.MONSTER凱旋ライブ」を行う
  - 27日 OSAKA MUSEにて｢Sing is Life Vol.0｣ 出演

2005年
- 1月9日 解散

2013年
- 10月 再結成

## メンバー
- ハセガワ Vocal
- オク Bass
- ピエール Guitar
- デスオ Drums

## ディスコグラフィー

### メジャー

#### シングル
- 「Shout!」（2001年10月31日）
- 「ルーズリーフ」（2002年1月30日）
  - TBS系「COUNT DOWN TV」OPテーマ
  - 東北エリアホンダCMソング
  - 日本テレビ「AX MUSIC-TV」AX POWER PLAY 062
- 「魔法」（2002年10月23日）
- 「For us」（2003年3月19日）
  - テレビ朝日系「そんな所で・・・」エンディングテーマ
- 「ケセラセラ」（2003年9月26日）
  - TBS系愛の劇場温泉へ行こう4主題歌
- 「Tremoro」（2004年2月20日）　ライブ会場限定発売
- 「Please!Say"HELLO"」（2004年8月25日）
  - 毎日放送「暴ロンブー」エンディングテーマ

#### アルバム
- 「Pax Monsterna」（2003年10月29日）

### インディーズ

#### アルバム
- 「産業ロック」（1998.07）
- 「不眠戦争」（1999.04）
- 「経費削減＋1～復刻版～」（2000.11）
- 「経費削減2～熱狂版～」（2000.11）
- 「経費削減3～感涙版～」（2000.11）

#### シングル
- 「ラヴレター」（1999.07）第二回CyberMusicAwardにてグランプリ受賞曲

#### ミニアルバム
- 「タイムリミットオーバー」（1999.10）
- 「MONSTER ROCK」（2001.03） 
  - 赤盤・黒盤と呼ばれる2種類のCDがあり、曲順は違うが収録曲は同じ
  - 収録曲「Play girl!」がYTV「テレビヤンネット」OPテーマ。

## レギュラーラジオ
- bayfm「P.I.MONSTERの夕焼けロックショー」
- 東海ラジオ「バカ言ってんじゃNIGHT」
- TBSラジオ「Ride On Music NEXT TRACKS NEO」
- FM-FUJI「KICK START NIGHTER」